# Panagiotis Giannakis
Panagiotis Giannakis (griechisch Παναγιώτης Γιαννάκης; * 1. Januar 1959 in Athen, Griechenland) ist ein ehemaliger griechischer Basketballspieler und -trainer. Er erhielt eine Vielzahl an Titeln und Auszeichnungen und gilt neben Nikos Galis als bester griechischer Basketballer aller Zeiten. 2008 wurde Giannakis als einer der 50 bedeutendsten Akteure in der Geschichte der Europaliga ausgezeichnet. 2021 wurde Giannakis in die FIBA Hall of Fame aufgenommen.

## Spielerkarriere

### Verein
Seine Karriere begann Giannakis, der auf der Position des Point Guard spielte und von den Fans auch Drache genannt wird, bei Ionikos Nikeas, einem Verein aus Athen. Im Alter von nur 13 Jahren schaffte Giannakis dort unter dem damaligen Trainer (und heutigem Präsident der FIBA Europe) Georgios Vasilakopoulos, den Sprung in die Profi-Mannschaft. 1984 wechselte er zu Aris Thessaloniki, wo er seine erfolgreichste Phase als Spieler haben sollte. Neben sieben Griechischen Meisterschaften (1985, 1986, 1987, 1988, 1989, 1990, 1991) und sechs Pokalsiegen (1985, 1987, 1988, 1989, 1990, 1992) gewann Giannakis auch den Europapokal der Pokalsieger (1993). Mit Aris, die unter Giannakis und Galis zur Elite im europäischen Basketball aufstiegen, schaffte er es zudem sich dreimal in Folge für das Final Four Turnier um den Europapokal der Landesmeister zu qualifizieren – konnte aber den Pokal nicht gewinnen. 1993 wechselte Giannakis für eine Saison zu Panionios BC Athen, ehe er 1994 bei Panathinaikos Athen einen Zweijahresvertrag unterschrieb. Mit Panathinaikos gewann er 1996 ein weiteres Mal den Pokal und schaffte es schließlich im fünften Anlauf den Europapokal der Landesmeister zu erringen. Mit 163 Europacupeinsätzen ist Giannakis, der zudem auf vier Nominierungen für die Europaauswahl kam, Rekordhalter.

### Nationalmannschaft
Giannakis startete seine Nationalmannschaftskarriere bei der U16 Auswahl, mit der er 1975 die Vize-Europameisterschaft gewann. 1976 debütierte er, im Alter von 17 Jahren, erstmals bei einem Spiel gegen die Tschechoslowakei bei der Herrennationalmannschaft. Zwischen 1976 und 1996 nahm Giannakis an acht Europameisterschaften, der Basketball-Weltmeisterschaft 1994 sowie an den Olympischen Sommerspielen 1996 teil. In 20 Jahren kam Giannakis dabei auf 351 Spiele, was gleichzeitig den Weltrekord bedeutet, und erzielte dabei 5307 Punkte. Seinen größten Erfolg mit der Nationalmannschaft feierte Giannakis 1987, als Griechenland im Finale um die Europameisterschaft die Sowjetunion bezwang und sich erstmals den Titel sichern konnte.

## Trainerkarriere
Seine Karriere als Trainer begann Giannakis von 1997 bis 1998 bei der griechischen Nationalmannschaft, die er zu jeweils vierten Platz bei der Europameisterschaft 1997 sowie der Weltmeisterschaft 1998 führen konnte. 2001 übernahm er das Amt beim griechischen Erstligisten Panionios BC Athen, ehe er eine Saison später zu Marousi Athen wechselte. Unter Giannakis, der bis 2006 bei Marousi blieb, stieg der Verein zu den führenden Kräften der griechischen Liga auf und brachte Spieler wie zum Beispiel Vasilis Spanoulis hervor. 2004 kehrte Giannakis zur Nationalmannschaft zurück und führte die Mannschaft zum fünften Platz bei den Olympischen Spielen in Athen. 2005 bei der Europameisterschaft in Serbien gewann er schließlich die Goldmedaille und wurde somit die erste Person, die sowohl als Spieler als auch als Trainer diesen Titel gewinnen konnte. 2006 bei der Weltmeisterschaft in Japan konnte Giannakis mit Griechenland die Vize-Weltmeisterschaft erreichen, nachdem man unter anderem im Halbfinale die Nationalmannschaft der Vereinigten Staaten bezwingen konnte.

## Erfolge

### Als Spieler
- Griechischer Meister: 1985, 1986, 1987, 1988, 1989, 1990, 1991
- Griechischer Pokalsieger: 1985, 1987, 1988, 1989, 1990, 1992, 1996
- Pokal der Pokalsieger: 1993
- Europapokal der Landesmeister: 1996
- Europameister: 1987
- Vize-Europameister: 1989
- U16-Europameister: 1975
- Goldmedaille bei den Mittelmeermeisterschaften: 1979

### Als Trainer
- Griechischer Pokalsieger: 2010
- Europameisterschaft: 2005
- Vize-Weltmeisterschaft: 2006